# Шикера Олександр Григорович
Олекса́ндр Григо́рович Шике́ра (26 вересня 1983, Біла Церква, Київська область, Українська РСР — 28 травня 2016, Верхньоторецьке, Ясинуватський район, Донецька область, Україна) — солдат Збройних сил України, учасник війни на сході України (13-й окремий мотопіхотний батальйон, 58-ма окрема мотопіхотна бригада), псевдо «Шакіра».

## Життєпис
Закінчив білоцерківську школу № 11, Харківську академію залізничного транспорту. По закінченні навчання працював на залізниці.
24 квітня 2015-го мобілізований до лав ЗСУ.
Загинув в бою з ДРГ терористів між населеними пунктами Верхньоторецьке — Новоселівка Друга Ясинуватського району. У тому ж бою полягли солдати Анатолій Белобусов, Роман Гавриленко та сержант Павло Брезгун.
По смерті лишились дружина, маленька донька.
31 травня 2016-го з «Шакірою» попрощалися в Білій Церкві. Похований у селі Сухоліси, Білоцерківський район.

## Нагороди та вшанування
Указом Президента України № 48/2017 від 27 лютого 2017 року «за особисту мужність, виявлену у захисті державного суверенітету та територіальної цілісності України, самовіддане виконання військового обов'язку» нагороджений орденом «За мужність» III ступеня (посмертно).
26 вересня 2016-го в Білій Церкві відкрито пам'ятну дошку Олександру Шикері.